# حالت گذرا
در مهندسی برق و شیمی، حالت گذرا یا ناپایدار به حالتی گفته می‌شود که پس از اِعمال ورودی به سیستم، پاسخ سیستم هنوز به حالت دائمی (پایدار) نرسیده است.

## مهندسی برق
معمولاً پاسخ کامل یک سیستم را می‌توان به صورت دو جز مجزا نوشت:
- پاسخ حالت دایمی
- پاسخ حالت گذرا

پاسخ حالت دایمی + پاسخ حالت گذرا = پاسخ کامل
برای مثال، اگر یک مدار شامل اتصال موازی یک منبع جریان ثابت ({\displaystyle I})، یک مقاومت ({\displaystyle R})، و یک خازن ({\displaystyle C}) با ولتاژ اولیهٔ {\displaystyle V_{0}}باشد، پاسخ سیستم را ولتاژ دو سر مقاومت در نظر می‌گیریم؛ بنابراین:
{\displaystyle v_{t}=(V_{0}-RI)e^{-({\frac {1}{RC}})t}+RI}
که در آن عبارت اول حالت گذرا و دومی حالت دایمی است.